# Abenójar
Abenójar è un comune spagnolo di 1 471 abitanti situato nella comunità autonoma di Castiglia-La Mancia.